# 青井 (足立区)

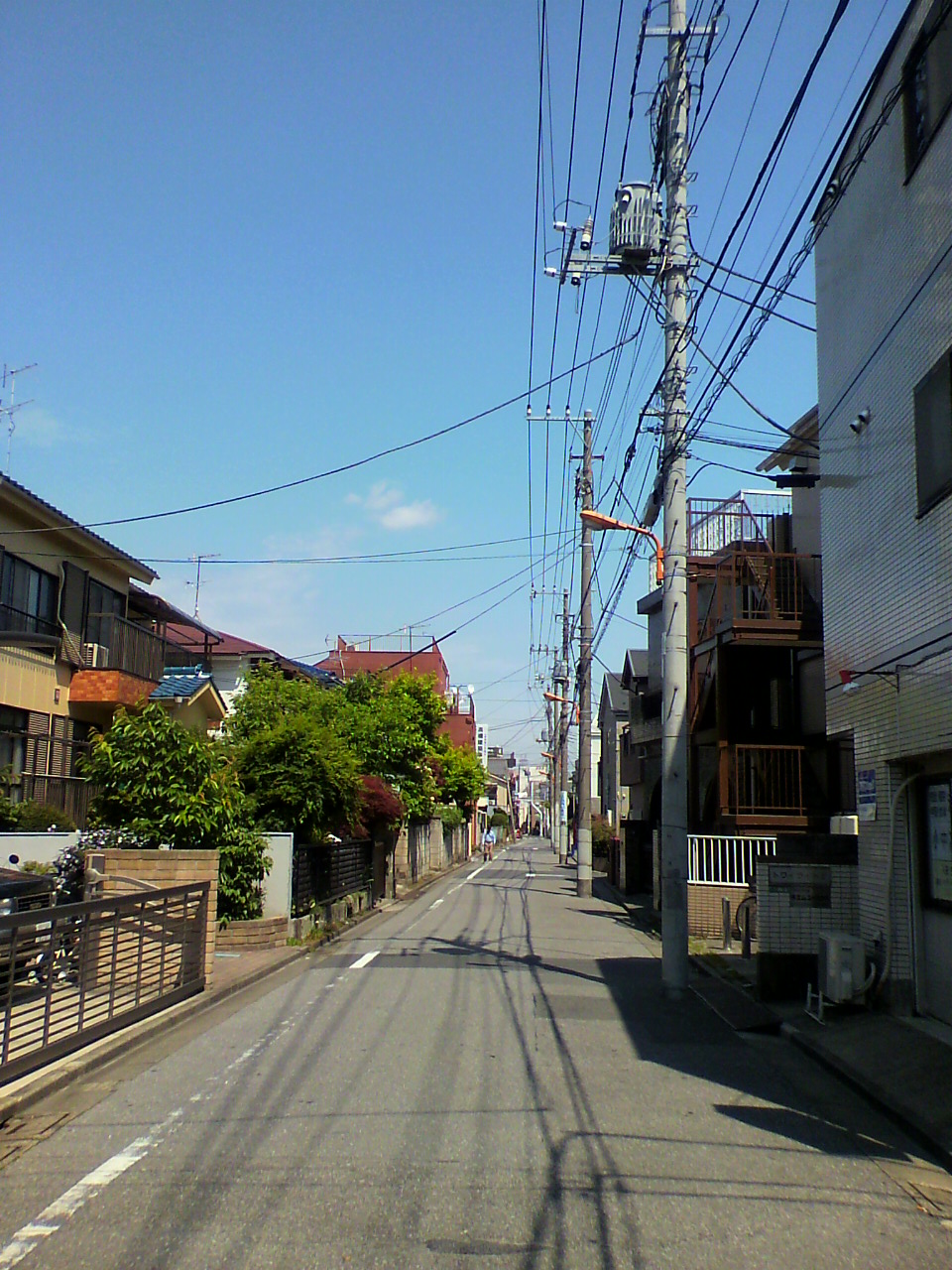
青井二丁目

青井（あおい）は、東京都足立区の町名。住居表示実施済み。現行行政地名は青井一丁目から青井六丁目。

## 地理
足立区中部に位置する。南北に貫流する綾瀬川の西岸に接し、北端を東京都道318号環状七号線（環七通り）が東西に通っている。東部を首都圏新都市鉄道つくばエクスプレスが通り、三丁目に青井駅が置かれている。南部に工場があるが、ほとんどが都営住宅を含む住宅地となっている。
東は加平・綾瀬、西は中央本町、南は弘道、北は一ツ家・西加平と接する。

### 地価
住宅地の地価は、2025年（令和7年）1月1日の公示地価によれば、青井2-28-14の地点で40万1000円/m2、青井4-16-7の地点で35万3000円/m2となっている。

## 歴史
現在の青井に相当する地域は、江戸時代には全域が武蔵国足立郡淵江（ふちのえ）領に属していたが、所属する村は複雑で、保木間村（二ツ屋新田）・伊藤谷村（兵左衛門切耕地、海道東耕地）・次郎左衛門新田・小右衛門新田・弥五郎新田（精出耕地、丁張耕地）・五兵衛新田・嘉兵衛新田（西新川端耕地、奥耕地、二ツ家耕地、新川耕地）・島根村（海道耕地、精出耕地、丁張耕地）・栗原村（新川耕地、丁張耕地）の各一部であった。このうち、島根村と栗原村に属した地域は、本村から離れた飛び地であった。各村はいずれも天領であったが、島根村のみ天領と安穏寺領から成っていた。
『角川日本地名大辞典』によれば、青井に相当する地域のほとんどの耕地は江戸時代に開墾され、見沼代用水や葛西用水を利用していた。青井を流れる見沼代用水は、最末流の八条道添堀であったことと、地形が平坦であったことから給排水に難があり、周辺村と用水をめぐる争いがたびたび発生している。このため、宝暦9年（1759年）には保木間村・次郎左衛門新田・小右衛門新田・嘉兵衛新田・島根村・栗原村の間で浚渫（しゅんせつ）に関する議定が、安永2年（1773年）には下郷3か村（保木間村・次郎左衛門新田・嘉兵衛新田）と上郷4か村（小右衛門新田・島根村・栗原村・六月村）の間で定杭・底樋の改修に関する取り決めが、それぞれ寸単位で結ばれた。
二ツ屋新田は全域が現在の青井になっているが、元禄郷帳に保木間村の枝郷として注記されており、36石で、元禄10年（1697年）の検地帳では家数は2軒だった。この新田は織田氏の旧臣であった平田家と若菜家によって開拓されたと伝えられる。次郎左衛門新田には、正月に餅を食べない「餅なし正月」という風習が見られた。
明治時代になると東京府の所属となり、大区小区制下では1873年（明治6年）3月に西部（おおむね花畑街道・下妻街道以西）が第十大区五小区、東部（おおむね花畑街道・下妻街道以東）が第十大区六小区となった。1878年（明治11年）には足立郡が南北で分割され、所属郡が南足立郡となった。1889年（明治22年）5月1日に町村制が施行されると、保木間村・伊藤谷村・次郎左衛門新田・弥五郎新田・五兵衛新田は綾瀬村、小右衛門新田・島根村・栗原村は梅島村（1928年〔昭和3年〕に町制を施行し梅島町となる）、嘉兵衛新田は花畑村の大字となった。さらに各町村は1932年（昭和7年）10月1日、東京市に編入され、足立区の所属となった。この際、各大字は以下のような新町名に変更された。
| 編入前の所属町村 | 編入前の大字名⇒編入後の新町名 |
| ---------------- | ----------------------------- |
| 綾瀬村           | 保木間⇒二ツ家町               |
| 綾瀬村           | 伊藤谷⇒伊藤谷北町             |
| 綾瀬村           | 次郎左衛門新田⇒四ツ家町       |
| 綾瀬村           | 弥五郎新田⇒五反野北町         |
| 綾瀬村           | 五兵衛新田⇒五兵衛町           |
| 梅島町           | 小右衛門新田⇒小右衛門町       |
| 梅島町           | 島根⇒東島根町                 |
| 梅島町           | 栗原⇒東栗原町                 |
| 花畑村           | 嘉兵衛新田⇒西加平町           |

※上記の地名変更は現在の青井に相当する部分のみ示した。

第二次世界大戦後には、1954年（昭和29年）4月1日に足立区立栗島小学校、1973年（昭和48年）4月1日に足立区立青井小学校と足立区立青井中学校、1976年（昭和51年）12月27日に東京都立青井高等学校が開校した。商業が盛んとなり、1962年（昭和37年）に青井兵和通り商店街振興組合の前身である兵和通り商工会、昭和40年代中頃（1970年前後）に青井六丁目商店会が発足した。1966年（昭和41年）1月1日に住居表示が導入され、現在の青井が成立した。
青井の商業環境は、消費者ニーズの多様化や大規模小売店舗立地法の施行などによって厳しくなっており、青井六丁目商店会の加盟店は18軒に減少した。これに対し、青井兵和通り商店振興組合は商店街振興のみならず、まちづくりにも取り組み始めた。2005年（平成17年）8月24日、つくばエクスプレスが開業し、同時に青井駅が開設された。

### 地名の由来
1889年（明治22年）の町村制施行まで、江戸時代からの次郎左衛門新田、弥五郎新田、五兵衛新田ほか12か村の耕地が交錯しており、その境界も複雑に入り組んだものであった。その後の町村制施行による町村合併によっても複雑な境界の様相は残され、戦後に行われた住居表示による新町名の制定において、江戸時代以来の綾瀬村の大字でまとめていくことも難しく議論は紛糾した。最終的にはこの辺りがそれぞれの村の「精出耕地（せいだしこうち）」であったことから、「精」より「青」、「耕」より「井」をとって「青井」と命名される次第となり、1966年（昭和41年）1月1日より新町名が実施された。
精出耕地とは、江戸時代の開拓期に最後まで残されたこの地域を各村が努力して耕地として拓いたことから、「精出し」と名付いたようである。また、青井の「青」には澄み渡った青空と豊かな農作物の繁栄を、「井」は尽きることの無い湧水を表し、この地域の今後の発展を願ったものであるという。

### 沿革
- 1966年（昭和41年）1月1日 - 二ツ家町の全域と四ツ家町・五兵衛町・西加平町・伊藤谷北町・小右衛門町・東栗原町・東島根町の一部地域に住居表示が実施され、青井一-六丁目が成立。

## 町名の変遷
| 実施後     | 実施年月日               | 実施前（各町名ともその一部）                                             |
| ---------- | ------------------------ | ------------------------------------------------------------------------ |
| 青井一丁目 | 1966年（昭和41年）1月1日 | 二ツ家町・四ツ家町・小右衛門町・東島根町                                 |
| 青井二丁目 | 1966年（昭和41年）1月1日 | 二ツ家町・四ツ家町・小右衛門町・東島根町                                 |
| 青井三丁目 | 1966年（昭和41年）1月1日 | 二ツ家町・四ツ家町・伊藤谷北町・五反野北町・五兵衛町                     |
| 青井四丁目 | 1966年（昭和41年）1月1日 | 二ツ家町・四ツ家町・伊藤谷北町・五反野北町・五兵衛町・西加平町・東島根町 |
| 青井五丁目 | 1966年（昭和41年）1月1日 | 二ツ家町・小右衛門町・西加平町・東島根町・東栗原町                       |
| 青井六丁目 | 1966年（昭和41年）1月1日 | 二ツ家町・小右衛門町・東島根町・東栗原町                                 |

## 青井兵和通り商店街
青井兵和通り商店街（あおいへいわどおりしょうてんがい）は、青井三丁目にある商店街。商店街の統括組織は、1962年（昭和37年）に兵和通り商工会として発足し、1984年（昭和59年）に改称・法人化した青井兵和通り商店街振興組合。2002年（平成14年）度の加盟店数は48店で、住民の高齢化と同時に購買客層の高齢化も進行している。
この商店街では1978年（昭和53年）4月から始まった朝市や毎月第二土曜日に産地直送の野菜を販売する「まんぞく市」を開催している。特に朝市は毎月第四日曜日の午前7時から9時まで開かれ、3,000人の来客を集めている。通り沿いに商品や店の人による手作り屋台が並ぶ。
商店街は各種の取り組みを行っている。商店街振興組合が結成する「わくわくクラブ」は、空き店舗を子どもの一時預り所や遊び場として活用することで、待機児童対策や子育て支援を行っている。また、スタンプラリーや模擬店を開いて夏休みの思い出作りにも貢献する。交通安全にも取り組んでおり、子ども・母親・高齢者向けの交通安全啓発や歩車分離の推進を行ってきたことが評価され、2006年（平成18年）12月4日に「平成18年度交通安全功労者表彰」を受けた。
2023年7月には商店街のもんじゃ焼き店の外壁に風船と少女が描かれた落書きが発見された。この落書きはバンクシーの作品かもしれないと話題になった

## ばらのまち青井

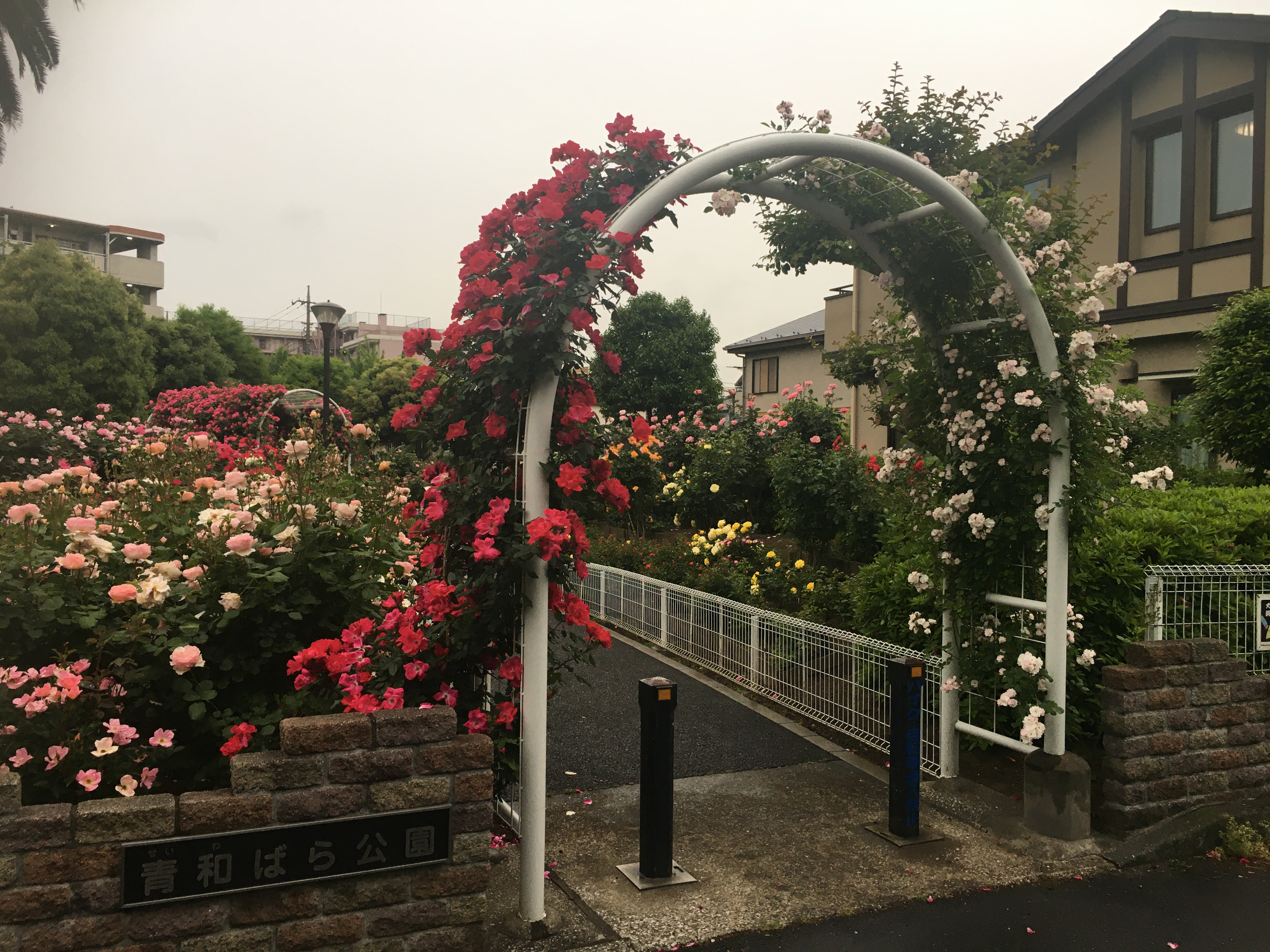
青和ばら公園

青井では「ばらのまち」を目指して活動が行われている。この活動は2006年（平成18年）に始まったもので、地元の町会や自治会、青井兵和通り商店街、青井小学校、足立成和信用金庫などが協同して取り組み、地域活性化や地域コミュニティの強化、バラを観賞に来る訪問者や地元住民の目が増えることで治安の向上が期待されている。青井には東京23区で唯一のバラ栽培農家も存在する。
活動の中心団体である「バラのまち青井をつくる会」は約30名が加入し、青和ばら公園を主としてバラを植えている。青和ばら公園では約100種類920株のバラが栽培され、春と秋の2回見頃を迎える。バラの見頃に合わせ、「青井バラまつり」も開催されている。

## 世帯数と人口
2025年（令和7年）1月1日現在（足立区発表）の世帯数と人口は以下の通りである。
| 丁目       | 世帯数    | 人口     |
| ---------- | --------- | -------- |
| 青井一丁目 | 842世帯   | 1,475人  |
| 青井二丁目 | 1,852世帯 | 3,142人  |
| 青井三丁目 | 2,364世帯 | 4,387人  |
| 青井四丁目 | 2,058世帯 | 3,921人  |
| 青井五丁目 | 1,227世帯 | 2,160人  |
| 青井六丁目 | 1,190世帯 | 2,414人  |
| 計         | 9,533世帯 | 17,499人 |

### 人口の変遷
国勢調査による人口の推移。
| 年                 | 人口   |
| ------------------ | ------ |
| 1995年（平成7年）  | 16,384 |
| 2000年（平成12年） | 17,306 |
| 2005年（平成17年） | 17,383 |
| 2010年（平成22年） | 18,458 |
| 2015年（平成27年） | 17,595 |
| 2020年（令和2年）  | 17,629 |

### 世帯数の変遷
国勢調査による世帯数の推移。
| 年                 | 世帯数 |
| ------------------ | ------ |
| 1995年（平成7年）  | 6,154  |
| 2000年（平成12年） | 6,801  |
| 2005年（平成17年） | 7,143  |
| 2010年（平成22年） | 8,224  |
| 2015年（平成27年） | 8,063  |
| 2020年（令和2年）  | 8,788  |

## 学区
区立小・中学校に通う場合、学区は以下の通りとなる（2023年4月時点）。なお、足立区では学校選択制度を導入しており、区内全域から選択することが可能。ただし、小学校に関しては、2018年（平成30年）度から学区域または学区域に隣接する学校のみの選択になる。
| 丁目       | 番地                                            | 小学校                 | 中学校               |
| ---------- | ----------------------------------------------- | ---------------------- | -------------------- |
| 青井一丁目 | 全域                                            | 足立区立栗島小学校     | 足立区立栗島中学校   |
| 青井二丁目 | 22番7〜12号 23番2〜5号 24番4号以降              | 足立区立栗島小学校     | 足立区立栗島中学校   |
| 青井二丁目 | 1番〜22番6号 22番13号〜23番1号 23番6号〜24番3号 | 足立区立弘道第一小学校 | 足立区立第十一中学校 |
| 青井三丁目 | 全域                                            | 足立区立青井小学校     | 足立区立青井中学校   |
| 青井四丁目 | 全域                                            | 足立区立青井小学校     | 足立区立青井中学校   |
| 青井五丁目 | 9番以降                                         | 足立区立青井小学校     | 足立区立青井中学校   |
| 青井五丁目 | 1〜8番                                          | 足立区立栗島小学校     | 足立区立栗島中学校   |
| 青井六丁目 | 全域                                            | 足立区立栗島小学校     | 足立区立栗島中学校   |

## 事業所
2021年（令和3年）現在の経済センサス調査による事業所数と従業員数は以下の通りである。
| 丁目       | 事業所数  | 従業員数 |
| ---------- | --------- | -------- |
| 青井一丁目 | 42事業所  | 290人    |
| 青井二丁目 | 87事業所  | 407人    |
| 青井三丁目 | 114事業所 | 1,023人  |
| 青井四丁目 | 69事業所  | 372人    |
| 青井五丁目 | 52事業所  | 509人    |
| 青井六丁目 | 51事業所  | 503人    |
| 計         | 415事業所 | 3,104人  |

### 事業者数の変遷
経済センサスによる事業所数の推移。
| 年                 | 事業者数 |
| ------------------ | -------- |
| 2016年（平成28年） | 447      |
| 2021年（令和3年）  | 415      |

### 従業員数の変遷
経済センサスによる従業員数の推移。
| 年                 | 従業員数 |
| ------------------ | -------- |
| 2016年（平成28年） | 3,188    |
| 2021年（令和3年）  | 3,104    |

## 交通
つくばエクスプレスが開通し青井駅が開設されるまでは、最寄り駅の綾瀬駅（東京メトロ・JR東日本）および五反野駅（東武鉄道）まで徒歩25分かかり、「陸の孤島」状態であった。

### 鉄道
- 首都圏新都市鉄道
  - TX つくばエクスプレス：青井駅

■普通 秋葉原
■普通 つくば
■普通 守谷
■普通 八潮

### バス
青井小学校入口バス停
- はるかぜ（足立区のコミュニティバス）
  - 1号（西新井・綾瀬線、■日立自動車交通運行）
    - こども家庭支援センター（東綾瀬区民事務所前）
    - 西新井駅東口

  - 9号（青井・亀有線、■日立自動車交通運行）
    - 青井駅
    - 亀有駅南口

青井六丁目バス停
- ■東武バスセントラル
  - 王30 王子駅前
  - 綾20・綾24 竹の塚駅東口
  - 綾22・綾24・綾40 綾瀬駅
  - 綾22 第五都営住宅
  - 綾40 花畑団地
  - 足35 亀有駅北口
  - 足35 足立区役所

### 道路・橋梁
道路
- 東京都道102号平方東京線
- 東京都道318号環状七号線
- 花畑街道（旧名「下妻街道」）
- 青井兵和通り

兵和通りはいまだ開発中であり、閉店や開店を繰り返している店舗もある。
橋梁
- 新加平橋
- 綾瀬新橋

## 施設
| 一丁目 - 東京都立青井高等学校 - 青井ふれあい公園 二丁目 - 青井南公園 三丁目 - 足立区立青井小学校 - 足立区立青井保育園 - 青和ばら公園 | 四丁目 - 足立区立青井中学校 - 明日葉保育園青井園 - 足立西加平郵便局 五丁目 - 青井住区センター - 学校法人鴨下学園栗島幼稚園 六丁目 - 足立区立栗島小学校 - 足立青井郵便局 |

## 史跡
- 旧浅野家長屋門
- 増福寺 - 青井二丁目（旧・南足立郡綾瀬村保木間4430番地）にある、真言宗豊山派の仏教寺院で、總持寺（西新井大師）の末寺[43]。『真言宗明細帳』によれば寛文5年3月（グレゴリオ暦：1665年4月）の開基、『寺院明細帳』によれば由緒は不詳[43]。本尊は、空也の作とされる阿弥陀仏[44]（木像[45]）。
- 不動講
- 愛宕神社 - 文久3年（1863年）の草創[12]。青井一丁目（旧・南足立郡綾瀬村保木間字二ツ家新田）にある[6][12]。
- 四ツ家稲荷神社
- 庚申塔
- 弁財天
- 二ツ家箕濃が谷囃子

## 出身者
- 鴨下一郎[46] - 医師・政治家・元環境大臣
- 井原良太郎　キックボクサー、インフルエンサー、格闘技イベントBreakingDown初代バンタム級王者。

## その他

### 日本郵便
- 集配担当する郵便局と郵便番号は以下の通りである[47]。

| 丁目     | 郵便番号 | 郵便局       |
| -------- | -------- | ------------ |
| 1〜3丁目 | 120-0012 | 足立郵便局   |
| 4〜6丁目 | 121-0012 | 足立北郵便局 |

## 参考資料
- 足立区立郷土博物館 編『足立風土記資料 足立区町名の変遷』足立区教育委員会、平成7年3月、158pp.
- 足立風土記編さん委員会・足立区立郷土博物館 編『足立風土記資料 寺社2 寺院明細』足立区教育委員会、平成7年3月、259pp.
- 「角川日本地名大辞典」編纂委員会 編『角川日本地名大辞典 13 東京都』角川書店、昭和53年10月27日、1253pp.
- 平凡社地方資料センター 編『東京都の地名』日本歴史地名大系13、平凡社、2002年7月10日、1453pp. ISBN 4-582-49013-1
- 足立風土記稿 地区編6 綾瀬（足立区立郷土博物館）
- ブックレット足立風土記6 綾瀬地区（足立区立郷土博物館）